# Deutsche Cadre-47/1-Meisterschaft 1973/74

Veranstaltungsort: Berlin

Die Deutsche Cadre-47/1-Meisterschaft 1973/74 ist eine Billard-Turnierserie und fand vom 5. bis zum 7. Oktober 1973 in Berlin zum achten Mal statt.

## Geschichte
Nachdem Dieter Müller 1969 und 1970 bereits zweimal Europameister in dieser sehr schwierigen Cadre-Disziplin war, gewann er in seiner Heimatstadt Berlin auch seinen zweiten Deutschen Meistertitel. Die Leistungen in Berlin hatten aber nicht das Niveau der letzten Jahre. Alle Turnierbestleistungen gingen auf das Konto des Esseners Günter Siebert, dem im entscheidenden letzten Match des Turniers gegen Müller ein Unentschieden zum Sieg gereicht hätte. Er verlor aber mit 254:300 in elf Aufnahmen. Der Bochumer Klaus Hose sicherte sich bei seiner ersten Cadre 47/1-Meisterschaft die Bronzemedaille.

## Modus
Gespielt wurde im Round-Robin-Modus bis 300 Punkte.
Die Endplatzierung ergab sich aus folgenden Kriterien:
1. Matchpunkte
2. Generaldurchschnitt (GD)
3. Bester Einzeldurchschnitt (BED)
4. Höchstserie (HS)

## Teilnehmer nach Ausgangsklassement
1. Dieter Müller (Billard-Akademie Berlin) (Titelverteidiger)
2. Dieter Wirtz (Düsseldorfer Bfr. 54)
3. Matthias Metzemacher (Kölner BC 08)
4. Peter Sporer (BSV München)
5. Günter Siebert (Billardfreunde Altenessen Süd)
6. Klaus Hose (BC Unter uns Dahlhausen)

## Abschlusstabelle
| MP    | Match Points (Sieger = 2; Unentschieden = 1; Verlierer = 0) |
| Pkte. | Erzielte Karambolagen                                       |
| Aufn. | Benötigte Versuche                                          |
| GD    | Generaldurchschnitt                                         |
| BED   | Bester Einzeldurchschnitt eines Spielers                    |
| HS    | Höchstserie                                                 |
|       | Bester GD des Turniers                                      |
|       | Bester ED des Turniers                                      |
|       | Beste HS des Turniers                                       |
|       | 1. Platz (Gold)                                             |
|       | 2. Platz (Silber)                                           |
|       | 3. Platz (Bronze)                                           |

| Klassement                 | Klassement           | Klassement | Klassement | Klassement | Klassement | Klassement | Klassement |
| Platz                      | Name                 | MP         | Pkte.      | Aufn.      | GD         | BED        | HS         |
| -------------------------- | -------------------- | ---------- | ---------- | ---------- | ---------- | ---------- | ---------- |
| 1                          | Dieter Müller        | 9:1        | 1500       | 87         | 17,24      | 27,27      | 110        |
| 2                          | Günter Siebert       | 8:2        | 1454       | 74         | 19,64      | 37,50      | 129        |
| 3                          | Klaus Hose           | 5:5        | 1419       | 110        | 12,90      | 20,00      | 104        |
| 4                          | Peter Sporer         | 4:6        | 1269       | 118        | 10,75      | 10,00      | 104        |
| 5                          | Dieter Wirtz         | 4:6        | 1209       | 119        | 10,15      | 10,71      | 69         |
| 6                          | Matthias Metzemacher | 0:10       | 1159       | 136        | 8,52       | –          | 59         |
| Turnierdurchschnitt: 12,43 |                      |            |            |            |            |            |            |